# Awful Liar
Awful Liar è un singolo della cantante svedese Lisa Ajax, pubblicato il 2 marzo 2024 su etichetta discografica Universal.

## Descrizione
Con Awful Liar la cantante ha preso parte a Melodifestivalen 2024, la competizione canora svedese utilizzata come processo di selezione per l'Eurovision Song Contest. Essendo risultata la seconda più votata dal pubblico fra i sei partecipanti alla sua semifinale, ha avuto accesso diretto alla finale, dove si è piazzata all'11º posto su 12 partecipanti con 37 punti totalizzati.

## Tracce
Testi e musiche di David Lindgren Zacharias, Sebastian Atas, Victor Crone e Victor Sjöström.
1. Awful Liar – 3:02

## Classifiche

### Classifiche settimanali
| Classifica (2024) | Posizione massima |
| ----------------- | ----------------- |
| Svezia            | 20                |